# Splendid Drinks
Splendid Drinks ist ein luxemburgischer Getränkekonzern mit Sitz in Wecker. Zum Konzern gehören mehrere überregionale Getränkegroßhändler wie Getränke Pfeifer (Getränkewelt), Göttsche Getränke und Quandt-Schön. Mit einem kombinierten Umsatz von rund 690 Millionen Euro ist die Splendid Drinks-Gruppe einer der größten Getränkegroßhändler in Deutschland.
Der Energydrink 28 Black ist eine Eigenmarke der Splendid Drinks AG.